# Station Kwadijk

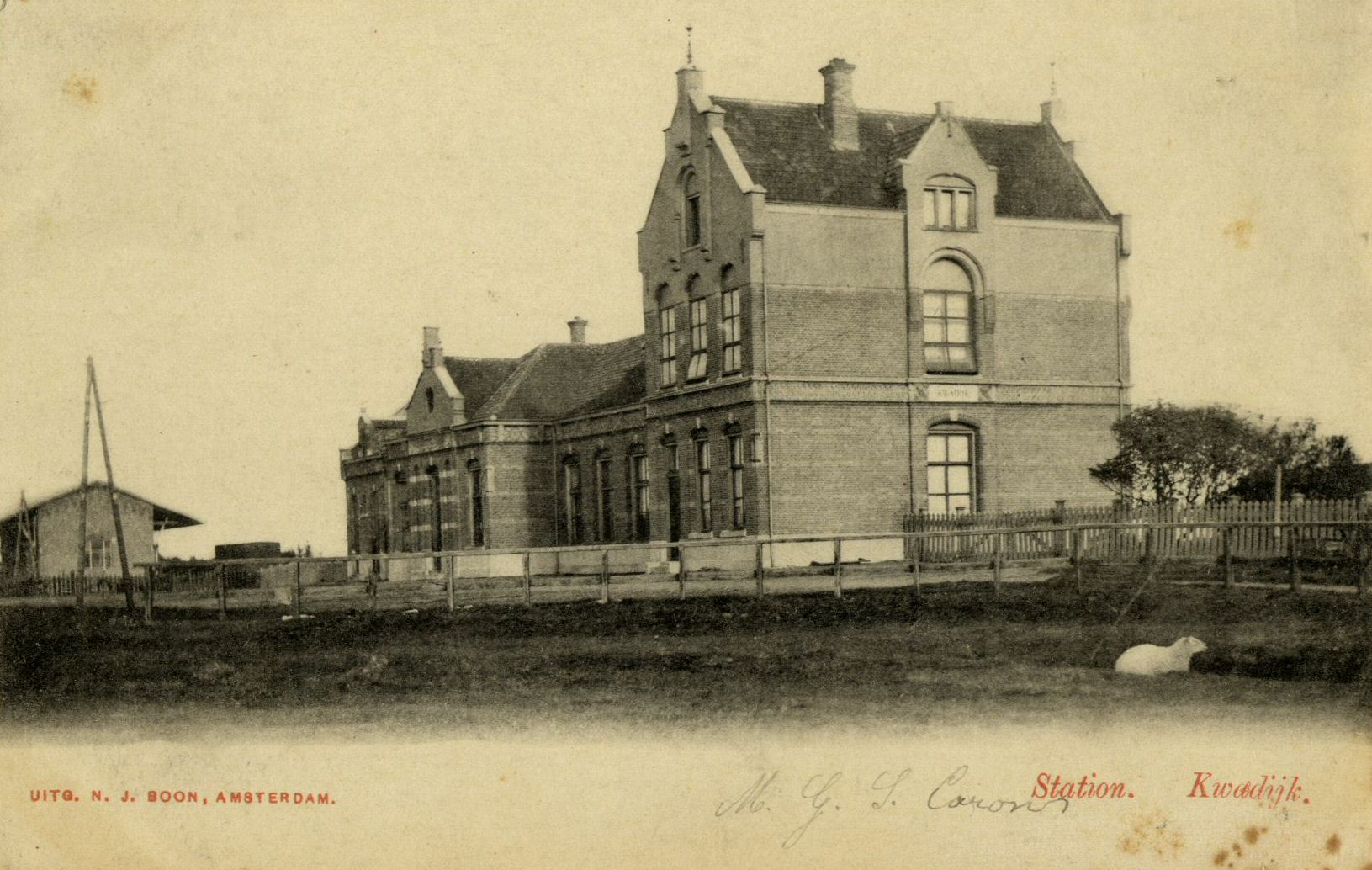
Het station tussen 1895 en 1905

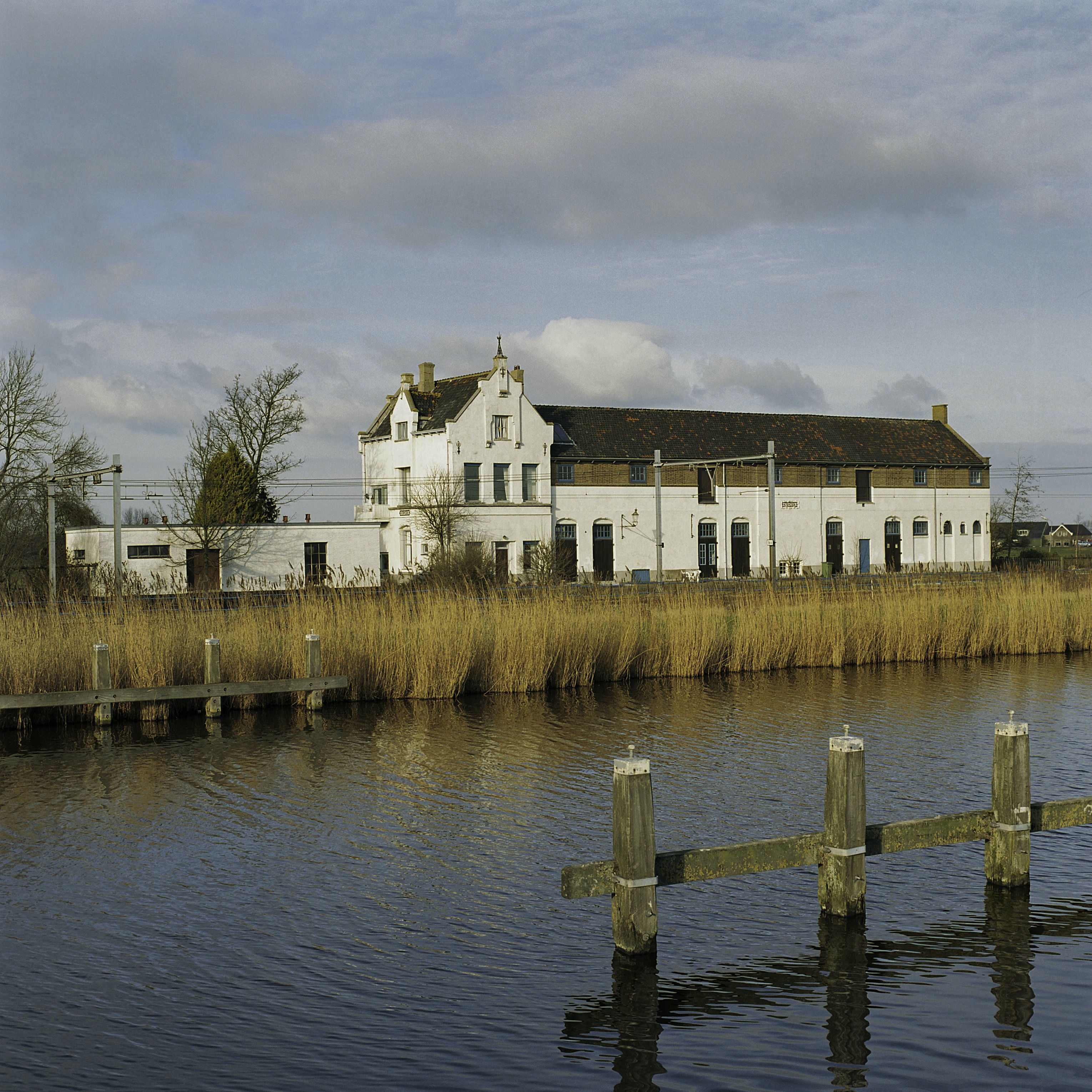
Station Kwadijk, perronzijde in 2005 met op de voorgrond de Purmerringvaart

Station Kwadijk of Kwadijk-Edam is een voormalig station in Kwadijk aan de spoorlijn Zaandam - Enkhuizen. Ook was dit het beginpunt voor de tramlijn via Edam naar Volendam.
Het station was geopend van 20 mei 1884 tot 15 mei 1938. Het stationsgebouw heeft jarenlang dienstgedaan als woonhuis, atelier en opslagruimte. In 2010 werd het gebouw grondig aangepakt en verbouwd tot een modern kantoor met zo veel mogelijk behoud van de oude waarden.